# Camerata Cornello
Camerata Cornello (lombardul: Camerada vagy Camarada) település Olaszországban, Lombardia régióban, Bergamo megyében. Lakosainak száma 558 fő (2023. január 1.). Camerata Cornello Cassiglio, Lenna, Piazza Brembana, San Giovanni Bianco és Taleggio községekkel határos.

## Népesség
A település népessége az elmúlt években az alábbi módon változott:
| Lakosok száma | 621  | 616  | 558  |
|               | 2017 | 2018 | 2023 |